# Саку (Јапан)
Саку (јап. 佐久市) град је у Јапану у префектури Нагано. Према попису становништва из 2005. у граду је живело 100.462 становника.

## Становништво
Према подацима са пописа, у граду је 2005. године живело 100.462 становника.
| 1995.  | 2000.   | 2005.   |
| ------ | ------- | ------- |
| 97.813 | 100.016 | 100.462 |